# Andreas Mogensen
Pour les articles homonymes, voir Mogensen.
Andreas Enevold Mogensen, né le 2 novembre 1976 à Copenhague, est un ingénieur danois qui est devenu astronaute en 2009 lors de la 3e sélection de l'Agence spatiale européenne. Il effectue une première mission spatiale en septembre 2015 à bord de la Station spatiale internationale et devient alors le premier Danois dans l'espace. Il est de nouveau présent à bord de l'ISS entre août 2023 et mars 2024.

## Formation
Après avoir obtenu un baccalauréat international à Copenhague, Morgensen décroche en 1999 un master en ingénierie aéronautique à l'Imperial College London. Il a un doctorat en ingénierie aérospatiale obtenu dans le cadre de son activité professionnelle à l'université d'Austin au Texas en 2007. Ses recherches portent sur le guidage, la navigation et le contrôle des engins spatiaux lors de l'entrée, de la descente et de l'atterrissage, sur l'analyse et la conception des missions et sur l'optimisation des trajectoires. 

## Débuts professionnels
Morgensen fait ses débuts professionnels en 2000 en tant qu'ingénieur sur des plateformes de forage offshore en Angola et en république du Congo. De 2001 à 2003, il est ingénieur dans le département recherche et développement du constructeur d'éolienne Vestas au Danemark. De 2004 à 2007, tout en travaillant sur son doctorat, il est assistant de recherche au Center for Space Research et enseignant à l'université d'Austin au Texas. En 2007, il intègre la société HE Space Operations et travaille dans l'établissement d'EADS Astrium de Friedrichshafen en Allemagne sur la mise au point du système de commande d'attitude et d'orbite du satellite scientifique européen SWARM. De 2008 à 2009, il est chercheur associé dans le centre de recherche spécialisé dans les mini satellites Surrey Space Centre à l'université de Surrey au Royaume-Uni.

## Carrière d'astronaute

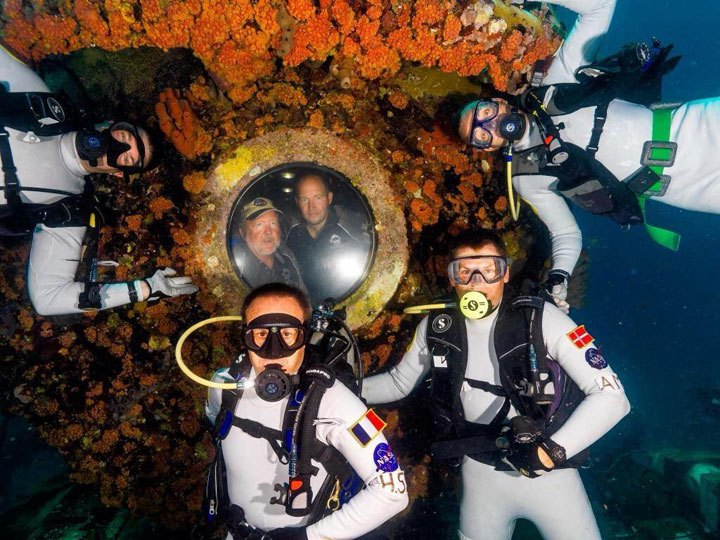
L'équipage de NEEMO19. De gauche à droite : Jeremy Hansen, Agence spatiale canadienne ; Hervé Stevenin et Andreas Mogensen, Agence spatiale européenne ; Randy Bresnik, NASA.

Mogensen pose sa candidature pour la troisième sélection d'astronautes lancée par l'Agence spatiale européenne. Il fait partie des six candidats retenus en mai 2009. Il achève sa formation initiale à Cologne (Allemagne) et devient membre du Corps européen des astronautes en novembre 2010. Il décroche un brevet de pilote à l'école de pilotage de la Lufhansa. Il a été entrainé et est habilité à effectuer des sorties extravéhiculaires dans l'espace en utilisant les combinaisons spatiales américaine EMU et russe Orlan. 
En plus de ses activités de formation d'astronautes, Andreas Mogensen a travaillé dans l'équipe d'ingénierie d'une hypothétique mission d'atterrisseur lunaire européen au cœur technique de l'ESA, l'ESTEC, aux Pays-Bas, où il a participé à la conception du système de guidage, de navigation et de contrôle pour un atterrissage de précision. 
Andreas Mogensen participe à la formation souterraine CAVES de l'ESA en 2012, au sein d'une équipe internationale de six astronautes, vivant sous terre pendant une semaine et explorant un réseau de grottes en Sardaigne. La formation CAVES de l'ESA est un analogue des missions spatiales, axé sur le comportement humain et les performances dans des environnements extrêmes. Andreas Mogensen a également été sélectionné comme membre d'équipage pour deux missions NEEMO (NASA Extreme Environment Mission Operations). Il a participé à la mission NEEMO 17 (également appelée SEATEST 2) en septembre 2013 et à la mission NEEMO 19 en septembre 2014. Ces deux missions se sont déroulées au laboratoire de recherche sous-marin Aquarius, au large de la Floride, aux États-Unis, et ont servi d'analogues aux missions d'exploration spatiale. 
Entre septembre et novembre 2021, Mogensen participe à la quatrième édition du programme de formation PANGAEA de l'ESA. Avec l'astronaute de la NASA Kathleen Rubins, Mogensen se rend dans les Dolomites italiennes, dans le cratère de Ries en Allemagne et dans les paysages volcaniques de Lanzarote, en Espagne. Le programme Pangaea de l'ESA prépare les astronautes et les ingénieurs spatiaux à identifier les caractéristiques géologiques planétaires pour les futures missions vers la Lune, Mars et les astéroïdes.
Andreas Mogensen est un capcom qualifié au centre de contrôle Columbus à Munich, où il communique avec les astronautes de la Station spatiale internationale.
Il est ainsi l'officier de liaison des astronautes européens au Centre spatial Johnson (JSC) de la NASA de 2016 à 2022.

## Missions spatiales
En août 2013, Morgensen est affecté à la mission Iriss. Il décolle le 2 septembre 2015, à bord du Soyouz TMA-18M en tant qu'ingénieur de vol 1, avec le Russe Sergueï Volkov en qualité de commandant et le Kazakh Aïdyn Aimbetov, ingénieur de vol 2. Il rejoint la Station spatiale internationale avec Soyouz TMA-18M après deux jours de vol et retourne sur Terre avec Soyouz TMA-16M après dix jours,, toujours accompagné de Aïdyn Aimbetov mais le commandant est cette fois le Russe Guennadi Padalka.
Il est pilote dans l'équipage doublure de la mission Crew 6.
En mars 2022, il est nommé pilote de la mission SpaceX Crew-7 et s'envole à bord du vaisseau Endurance le 26 août 2023 à 7 h 27 UTC pour participer aux expéditions 69 et 70 sur l'ISS. Il devient donc le premier Européen pilote d'un véhicule spatial et le premier pilote non américain d'un véhicule spatial américain. Sa mission est intitulée Huginn. Le 27 septembre suivant, il devient commandant de la Station spatiale internationale. Il est de retour sur Terre le 12 mars 2024.

## Autres
Andreas Mogensen aime le rugby, le basket-ball et le squash. Il pratique également plusieurs sports d'aventure, notamment la plongée sous-marine, le parachutisme, le kitesurf, le kayak et l'alpinisme. Il s'intéresse également aux sciences, en particulier à l'astrophysique, à l'exobiologie et à la théorie de l'évolution.

## Galerie

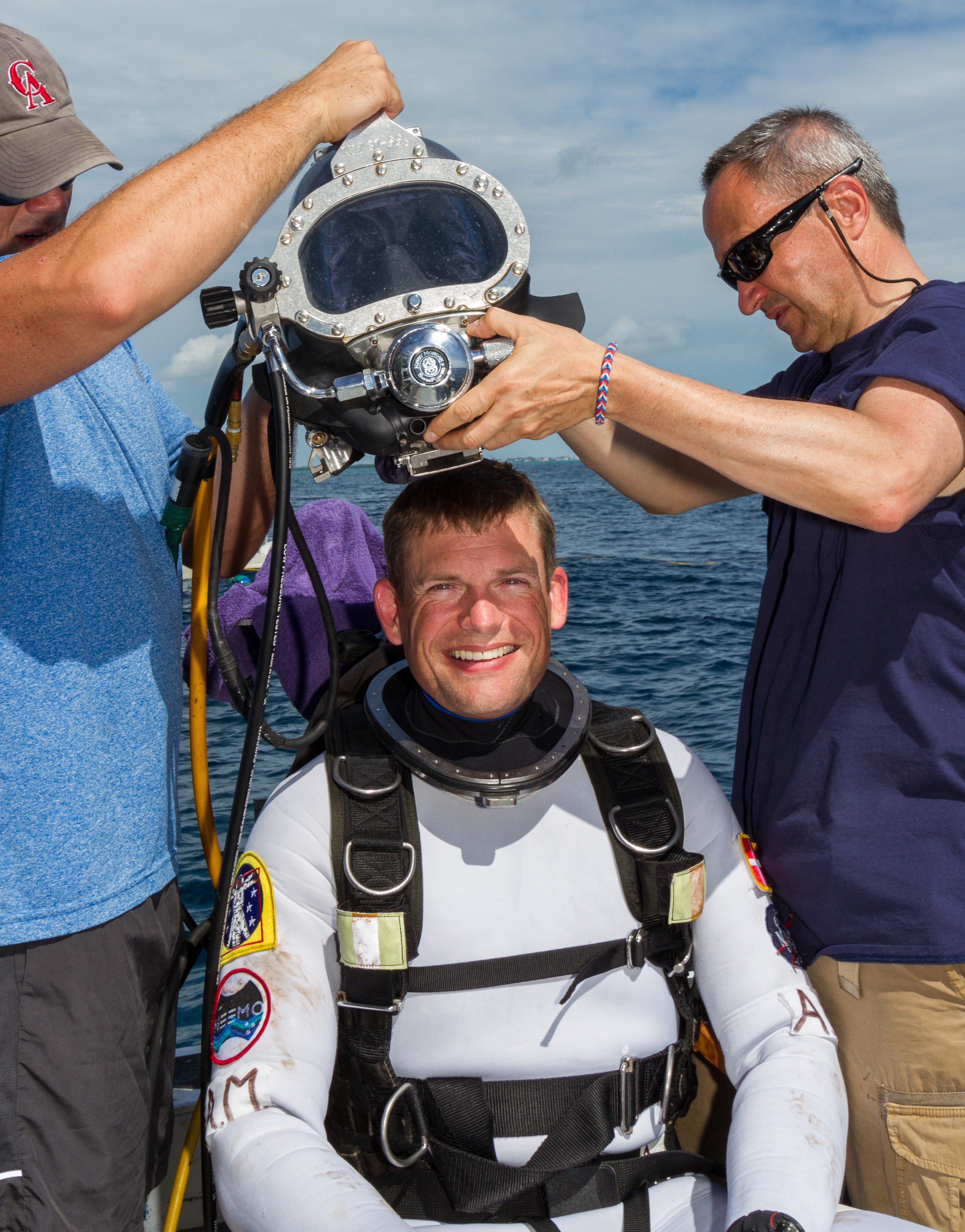
Lors de la mission sous-marine NEEMO-19.
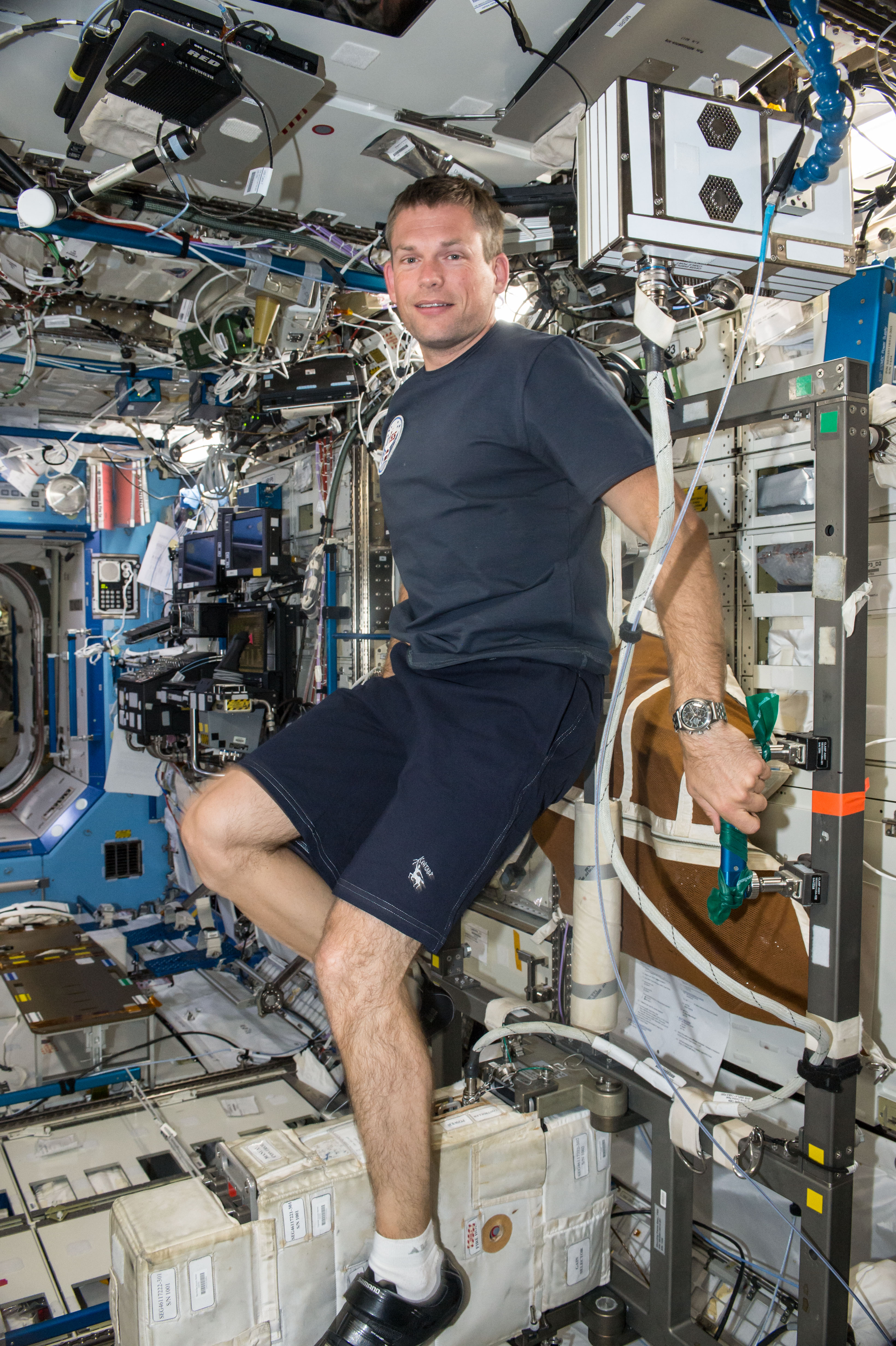
Le danois fait ici du vélo dans le laboratoire Destiny de l'ISS.